# Слава (китобойная база)
«Сла́ва» — китобойная база, в 1946—1959 годах — флагман советской антарктической китобойной флотилии. Построена в Великобритании для норвежской китобойной фирмы в 1929 году, плавала под флагами Британии и Панамы, в 1938 году была приобретена Германией. В 1946 году была в счёт репараций передана СССР. В 1966 году из Одессы была перебазирована во Владивосток, а в 1970 году была продана в Японию на металлолом.

## До передачи СССР
Китобаза «Викинген» была построена на британской верфи Swan Hunter по заказу норвежского китобойного магната Йохана Карстена Расмуссена (1878—1966). Помимо собственно базы, были сооружены 5 номерных китобойцев-охотников длиной 35,4 м, 7,4 м шириной с паровой машиной в 850 л. с., позволяющей развивать скорость до 12,5 узлов. Кроме того, в 1935 году флотилия была довооружена охотниками № VI—VIII, имеющими длину 40 м и 1300-сильную машину.
Для эксплуатации флотилии в январе 1929 года была основана компания Viking Whaling Co. Ltd., чьи акции котировались на Лондонской фондовой бирже. Два первых сезона в Антарктике оказались прибыльными, чему способствовало использование танкеров, доставляющих на флотилию запасы воды, топлива и провианта, и забирающих китовый жир и прочие продукты промысла. Однако из-за последствий всемирного экономического кризиса в 1931 году основной потребитель продукции китобойного промысла — Unilever, — оказалась не в состоянии оплатить добытое сырьё, норвежские производители отказались в сезон 1931—1932 годов охотиться в Антарктических водах.
В 1934 году из-за продолжавшихся финансовых проблем, фирма Viking Whaling Co. Ltd. была перерегистрирована в Панаме, туда же была приписана китобойная флотилия. Всё это время на «Викингене» служили норвежцы. Из-за того, что в 1932 году были приняты первые ограничения на вылов китов, база преимущественно использовалась как танкер. Неудачный сезон 1937—1938 годов привёл к решению о продаже китобойной флотилии Германии, которая наращивала своё присутствие в китобойном промысле. Продажа «Викингена» также спасала компанию Расмуссена от банкротства.
В 1938 году база была передана Германии, причём оплата была произведена не деньгами, а заказами на постройку танкеров. Судно было переименовано в «Викингер» и частично модернизировано, были обновлены китобойные суда, всего их стало 8, но иногда их количество доходило до 12. Особенно успешным был китобойный сезон 1939—1940 годов.
В 1945 году китобойная флотилия была захвачена союзниками в Киле и вновь оказалась во владении Великобритании. Судно было переименовано в «Empire Venture» и передано Kerguelen Sealing & Whaling Company. Во время китобойной экспедиции 1945—1946 годов использовались все имеющиеся китобойцы, как норвежской, так и германской постройки, в тот сезон в Южном океане действовали три британские промысловые флотилии.

## В СССР
В октябре 1946 года в Ливерпуле китобойная флотилия была передана СССР в счёт германских репараций, передачу оформлял А. Н. Соляник. 22 декабря того же года над китобойной флотилией был поднят советский флаг, и она была переименована в «Славу». В Гибралтаре командование принял В. И. Воронин, ветеран «Сибирякова» и «Челюскина»; основными специалистами были нанятые норвежцы: гарпунёры, жировары, мастера по разделке китовых туш. Китобойная флотилия «Слава» отправилась в первую антарктическую экспедицию — впервые в истории советского рыболовного флота. 28 января 1947 года флотилия «Слава» (китобоец-охотник «Слава-4», гарпунёр Ольсен — норвежец) добыла первого кита — финвала длиной в 20 м. 4 октября 1947 года А. Н. Соляник был назначен капитан-директором китобойной флотилии «Слава», несмотря на протесты норвежской стороны, и оставался им до 1959 года.
Начиная с третьей путины на «Славе» работали только советские специалисты, небольшая часть которых была набрана на Дальнем Востоке, остальных готовили прямо во время рейсов. Главной базой флотилии была Одесса, свежие припасы, воду и топливо брали обычно в Кейптауне, позднее — в Монтевидео. В первом рейсе было добыто 384 кита, во втором — 820, а в третьем добыча превысила тысячу китов. Рекордным стал 17-й рейс — более 2000 китов. Начиная с 11-го рейса использовался поисковый вертолёт.
В 1956 году в СССР были разработаны дизель-электрические китобойцы типа «Мирный» (проект 393), развивавшие максимальную скорость до 17,2 узлов. Теперь киты, даже самые резвые — сейвалы и малые полосатики, — оказались полностью доступны для промысла. В 1960-е годы к «Славе» могли быть прикреплены до 12 китобойцев разных типов.
В 1959 году в строй была введена современная китобаза «Советская Украина», имевшая гораздо большие размеры и техническую вооружённость. По мере ввода в строй новых китобойных флотилий («Юрий Долгорукий», «Советская Россия», «Дальний Восток», «Владивосток»), «Слава» оказывалась морально и физически устаревшей. В 1965 году флотилия ушла из Одессы в последний антарктический рейс, из которого вернулась во Владивосток. Базируясь на Дальнем Востоке, «Слава» отработала ещё четыре сезона в северной части Тихого океана. За период 1947—1970 годов флотилия добыла 59 136 китов — больше, чем любая другая советская промысловая команда.
Изношенная база в 1970 году была продана Японии и получила имя «Фудзи-мару». В 1971 году новый владелец передал судно в Гаосюн (Тайвань) для разделки на металлолом.

## В искусстве
- Фильм Белая акация
- Фильм Иностранка